# Амалія Пфальцька
Амалія Пфальцька (нім. Amalie von der Pfalz), також Амалія Рейнська (нім. Amalia von der Rhein), (нар. 25 липня 1490 — пом. 6 січня 1524) — пфальцграфиня Рейнська з династії Віттельсбахів, донька курфюрста Пфальцу Філіпа Щирого та герцогині Ландсгут-Баварської Маргарити, дружина герцога Померанії, Штеттіну та Вольгасту Георга I.

## Біографія
Народилась 25 липня 1490 року у Гайдельберзі. Була дев'ятою дитиною та другою донькою в родині курфюрста Пфальцу Філіпа Щирого та його дружини Маргарити Баварської. Мала старшу сестру Єлизавету та братів Людвіга, Філіпа, Рупрехта, Фрідріха, Георга, Генріха і Йоганна. Згодом сімейство поповнилося п'ятьма молодшими дітьми.
Курпфальц за часів правління Філіпа переживав свій розквіт. Двір у Гайдельберзі був центром Німецького Відродження. У віці 10 років Єлизавета втратила матір, а в 17 — залишилась круглою сиротою. Курпфальц після смерті батька перейшов до її брата Людвіга.
Герцог Померанії Богуслав X, шукаючи підтримки курфюрста Пфальцу у своїй суперечці з правителем Бранденбургу, виступив за шлюбний союз свого старшого сина Георга з пфальцграфинею Амалією. Також було узгоджене весілля її молодшої сестри Єлени з кузеном Георга, герцогом Мекленбург-Шверіну Генріхом V.
Вінчання 22-річної Амалії та 20-річного Георга Померанського пройшло 22 травня 1513 у Штеттіні. Наречений був юнаком високого зросту та кріпкої статури. Згодом проявив себе як енергійний правитель. Весілля справлялося надзвичайно пишно, були запрошена велика кількість імперських принців. Повідомляється, що під час святкувань між послами Данії та Польщі виникла сварка щодо старшинства. У подружжя з'явилося троє дітей. 
У жовтні 1523 року чоловік Єлизавети став правлячим герцогом Померанії, Штеттіну та Вольгасту. Саму герцогиню змальовували як «скромну» жінку, яка знала, як використовувати своє положення правительки. Будучи з дитинства хворобливою, пішла з життя у віці 33 років. 
Амалії не стало 6 січня 1524 у Штеттіні. Була похована в місцевій церкві Святого Оттона. Її син Філіп від 1526 року виховувався у Пфальці при дворі її брата Людвіга.
Георг 1530 року узяв другий шлюб із Маргаритою Бранденбурзькою, однак вже наступного року помер від пневмонії.

## Родина

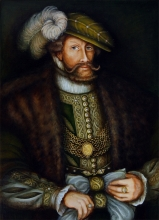
Георг Померанський

Чоловік — Георг I, герцог Померанії, Штеттіну та Вольгасту
Діти:
- Богуслав (21 березня 1514—?) — помер у ранньому віці;
- Філіп (1515—1560) — герцог Померанії та Штеттіну у 1531—1532 роках, герцог Вольгасту у 1532—1560 роках, був одруженим із саксонською принцесою Марією, мав десятеро дітей;
- Маргарита (1518—1569) — дружина герцога Брауншвейг-Грубенгагену Ернста III, мала єдину доньку, яка залишила численних нащадків.